# أليف (اسم)
أليف هو اسم علم مذكر من أصل عربي، ومعناه هو الوديع الأنيس المستأنس المؤانس الصديق.

## شخصيات تحمل الاسم
- أليف (لاعب كرة قدم برازيلي، 28 يناير 1995[3] – )
- أليف تشبني
- أليف حاجييف (ضابط أذربيجاني، 24 يونيو 1953 – 26 فبراير 1992)
- أليف دي أندرادي (لاعب كرة قدم برازيلي، 9 ديسمبر 1993 – )
- أليف ستار (19 سبتمبر 1990 – )
- أليف شغلار (مؤلفة تركية، 15 أبريل 1980 – )

## وصلات خارجية
- موسوعة السلطان قابوس لأسماء العرب